# 奈交フーズ
奈交フーズ株式会社（なこうフーズ）は、かつて存在した奈良交通の子会社。レストラン事業などを行っていた。

## 概要
1972年10月、奈交商事（現：奈交サービス）の飲食部から独立して誕生。
ダスキン支店及びミスタードーナツのフランチャイズ店経営、リトルマーメイドのフランチャイズ店経営、レストラン大和路の経営、贔屓屋(居酒屋)のフランチャイズ店経営、よってこやラーメンのフランチャイズ店経営、携帯電話の販売代理店の経営、直営店の丼・麺やまとじの経営などを行っていた。
2019年1月1日に奈良交通を存続会社として吸収合併された。

## 店舗
- MD(ミスタードーナツ) 奈良東店
- MD 八木駅前店
- MD 高田店
- MD 布施店

- MD 小阪店
- MD 高の原店

- MD 高田市駅前店
- MD 桃山店
- MD アルプラザ京田辺店
- MD R24橿原北店
- MD イオン桜井店
- MD イオン天理店
- MD イオン大安寺店
- MD イオンモール橿原店
- MD イオンモール大和郡山店
- MD 生駒駅前店
- 四季旬菜大和路　近鉄奈良駅前店
- 大和路　広陵店
- 大和路　外販センター(仕出し、弁当、ケータリング)
- 大和路　橿原総合運動公園店
- 大和路　済生会奈良病院店
- 贔屓屋　奈良本店
- 贔屓屋　桜井店
- リトルマーメイド 橿原神宮前駅店
- よってこ屋（ラーメン店）西大寺店

- つくし（うどん屋) 八木店
- つくし　JR奈良駅前店
- ダスキン　大森西支店
- レストラン遷都（平城宮跡会場内）

### 過去
- MD 新大宮店
- MD 大和橿原店（ - 2017年3月）
- MD ダイエー富雄店
- MD 針中野店（ - 2018年11月）
- MD JR奈良駅前店
- MD 桜井駅前店
- MD 榛原駅前店（ - 2018年12月）
- 丼・麺やまとじ （イオン大安寺内）
- MD 天理店